# Meersloot

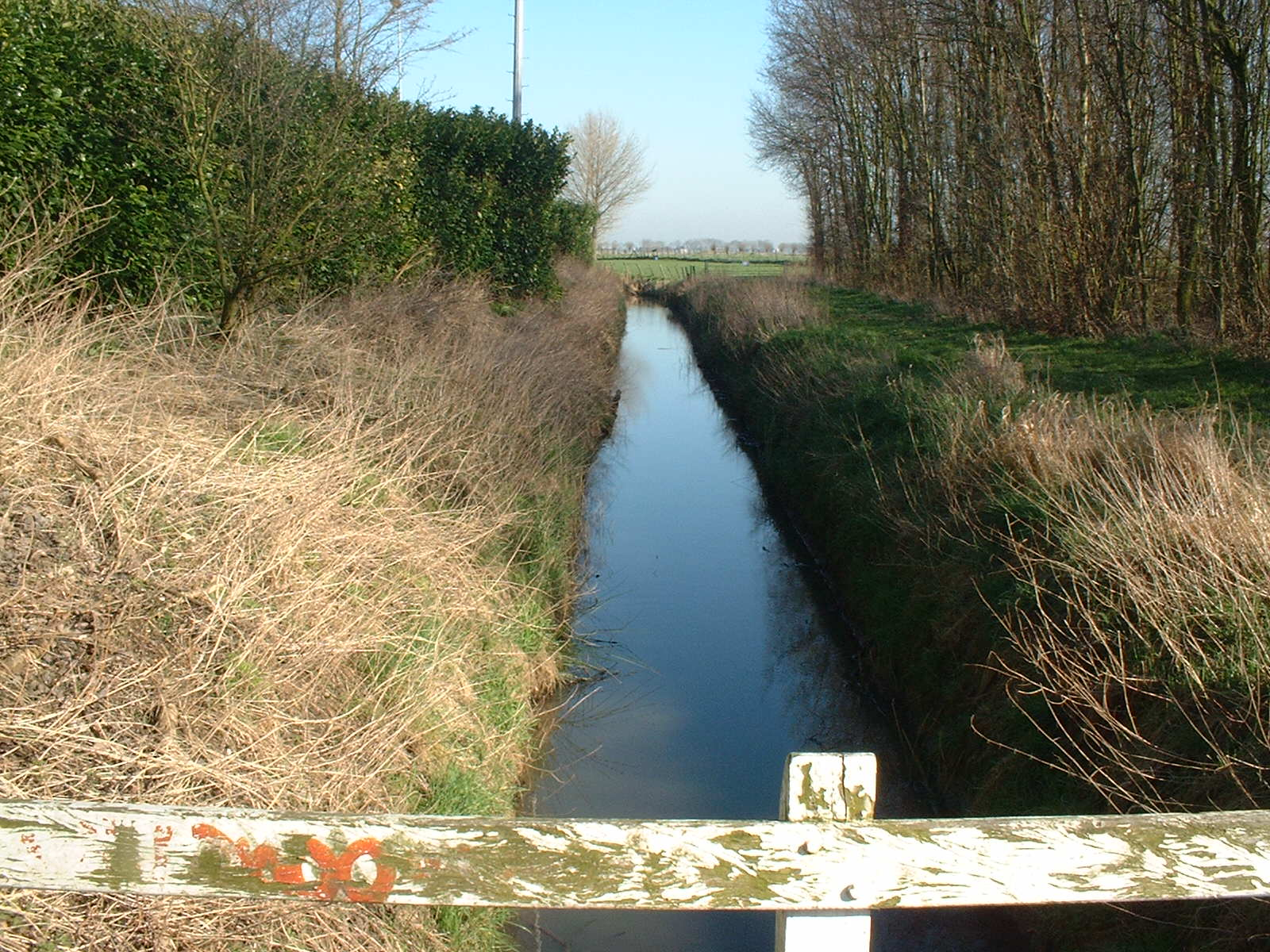
De Meersloot ten zuiden van Kasteel Ammersoyen

De Meersloot is een sloot die om het Gelderse Ammerzoden heen ligt op de locatie waar tot 1354 de rivierbedding van de Maas lag.
De sloot is een gekanaliseerde watergang van het restant van een oude Maasbocht. Tegenwoordig begint de Meersloot als een smalle sloot ten zuiden van Kasteel Ammersoyen en komt uit in de buitengracht van dit kasteel. Het kasteel werd dan ook oorspronkelijk gebouwd in of aan de Maas. Ten noorden van de kasteelgracht gaat de Meersloot als een bredere sloot verder noordwaarts, om vervolgens langs Wordragen als een boog om Ammerzoden te lopen. De sloot komt uit nabij het Slot van Well. Langs het grootste deel van de Meersloot loopt een wandelpad.
Het wegenpatroon rondom Ammerzoden is opvallend: een aantal wegen loopt met een boog om het dorp heen, evenwijdig aan de Meersloot. Dit zijn de restanten van oude middeleeuwse Maasdijken. Het gebied tussen deze wegen bestaat van oudsher uit vruchtbare gronden, voornamelijk weilanden. Dit in tegenstelling tot veel nabijgelegen gronden die pas sinds de ruilverkaveling van de jaren zestig en zeventig van de twintigste eeuw geschikt zijn voor landbouw.